# Ernest Hill
Ernest „Bass“ Hill (* 14. März 1900 in Pittsburgh; † 16. September 1964 in New York City) war ein US-amerikanischer Jazz-Bassist (Kontrabass, Tuba).

## Leben
Hill spielte 1924 bei Claude Hopkins, mit dem er 1925 auf Europa-Tour ging und Josephine Baker begleitete. 1928 war er im Orchester von Leroy Smith und bei Bill Brown and his Brownies und 1929 im Eugene Kennedy Orchestra. In den 1930er Jahren spielte er bei Willie Bryant (1936), Benny Carter (1933), Bobby Martin’s Cotton Club Serenaders, Chick Webb, Rex Stewart und Hot Lips Page. 1939 war er beim Beginn des Zweiten Weltkriegs in Europa und floh über die Schweiz, wo er bei dem Tenorsaxophonisten Marc Strittmacher spielte, in die USA. In den 1940ern spielte er mit Maurice Hubbard, Claude Hopkins, Zutty Singleton, Louis Armstrong (1943), Cliff Jackson, Herbie Cowens und Minto Kato. 1949 war er wieder in Europa, wo er mit Bill Coleman in der Schweiz und Italien spielte und 1952 in Deutschland mit Big Boy Goudie. Er kehrte dann nach New York zurück, wo er mit Happy Caldwell, Chick Morrison und Wesley Fagan spielte. Ab 1954 arbeitete er für die lokale New Yorker Musikergewerkschaft.
Er nahm unter anderem mit Red Allen, Spike Hughes, Putney Dandridge, Benny Carter, Willie Bryant, Hot Lips Page, Eddie South und Sam Price auf.